# Folke Lindfors
Folke Lennartsson Lindfors, född den 24 juni 1920 i Helsingfors, död den 1 februari 2014, var en finländsk arkitekt. 
Lindfors praktiserade under sin studietid hos Ole Gripenberg 1949–1951, hos Jarl Eklund 1951–1952 och hos Hilding Ekelund 1952–1958 och startade därefter egen arkitektverksamhet. Han ritade under 1960- och 1970-talen ett stort antal villor och fritidsbostäder i Svenskfinland.